# Кусаїнов Сакан Кусаїнович
Сакан Кусаїнович Кусаїнов (15 травня 1917, аул № 15 (Каражар), тепер Атбасарського району Акмолинської області, Республіка Казахстан — 9 січня 1989, місто Алма-Ата, тепер Алмати, Республіка Казахстан) — радянський державний діяч, 1-й секретар Тургайського і Талди-Курганського обласних комітетів КП Казахстану. Кандидат у члени ЦК КПРС у 1976—1981 роках. Депутат Верховної Ради Казахської РСР 6—8-го скликань. Депутат Верховної Ради СРСР 9—10-го скликань. Герой Соціалістичної Праці (10.12.1973).

## Життєпис
У 1933—1935 роках — бурильник, бригадир бурильників шахти. 
У 1939 році закінчив Степняцький гірничо-металургійний технікум Казахської РСР, технік-гірник.
У 1939—1940 роках — гірничий майстер, начальник підземної дільниці шахти в Казахській РСР.
У 1940—1945 роках — у Червоній армії, учасник німецько-радянської війни. У 1943 році служив старшим авіаційним механіком 177-го винищувального авіаційного полку 6-го авіаційного корпусу Московського фронту ППО в місті Подольську Московської області.
Член ВКП(б) з 1943 року.
У 1945—1948 роках — диспетчер, начальник дільниці, технічний керівник, секретар партійної організації шахти в Казахській РСР.
У 1948—1949 роках — інструктор Акмолінского обласного комітету КП(б) Казахстану.
У 1949—1951 роках — секретар партійного бюро рудника «Аксу» Казахської РСР.
У 1951—1954 роках — 2-й секретар Степняцького міського комітету КП Казахстану.
У 1954—1958 роках — слухач Алма-Атинської вищої партійної школи.
У 1958—1962 роках — секретар, 2-й секретар Шортандинського районного комітету КП Казахстану Акмолінської області, голова Шортандинського виконавчого комітету районної ради депутатів трудящих Акмолінської області, 1-й секретар Шортандинського районного комітету КП Казахстану Цілиноградської області.
У 1962—1963 роках — партійний організатор Цілиноградського обласного комітету КП Казахстану по Алексєєвському територіальному управлінні виробництва і заготівель сільськогосподарської продукції.
У 1963—1965 роках — голова Цілинної крайової ради профспілок.
У 1965 — січні 1971 року — голова виконавчого комітету Північно-Казахстанської обласної ради депутатів трудящих.
У листопаді 1970 — січні 1971 року — голова Організаційного бюро ЦК КП Казахстану по Тургайській області.
У січні 1971 — січні 1978 року — 1-й секретар Тургайського обласного комітету КП Казахстану.
Указом Президії Верховної Ради СРСР від 10 грудня 1973 року за великі успіхи, досягнуті у Всесоюзному соціалістичному змаганні, і виявлену трудову доблесть у виконанні прийнятих зобов'язань із збільшення виробництва і продажу державі зерна та інших продуктів землеробства в 1973 році Кусаїнову Сакану присвоєно звання Героя Соціалістичної праці з врученням ордена Леніна і золотої медалі «Серп і Молот».
У січні 1978 — 1981 року — 1-й секретар Талди-Курганського обласного комітету КП Казахстану.
З 1981 року — персональний пенсіонер союзного значення в місті Алма-Аті.
Помер 9 січня 1989 року. Похований в місті Алма-Аті (Алмати).

## Родина
Дружина — Кусаїнова Шайжан Агзамівна. Троє синів: Толеген, Кубеген, Жаркин і дочка Гульжан.

## Нагороди і звання
- Герой Соціалістичної Праці (10.12.1973)
- три ордени Леніна (19.04.1967; 13.12.1972; 10.12.1973)
- орден Жовтневої Революції (27.08.1971)
- орден Вітчизняної війни ІІ ст. (1985)
- два ордени Трудового Червоного Прапора (24.12.1976; 3.03.1980)
- орден Дружби народів
- медаль «За бойові заслуги» (23.04.1943)
- медалі